# Hall XPTBH
Bản mẫu:Infobox Aircraft Career
Hall XPTBH là một mẫu thử thủy phi cơ ném bom ngư lôi của Hoa Kỳ, do hãng Hall Aluminum Aircraft Corporation chế tạo năm 1934.

## Tính năng kỹ chiến thuật (XPTBH-2)

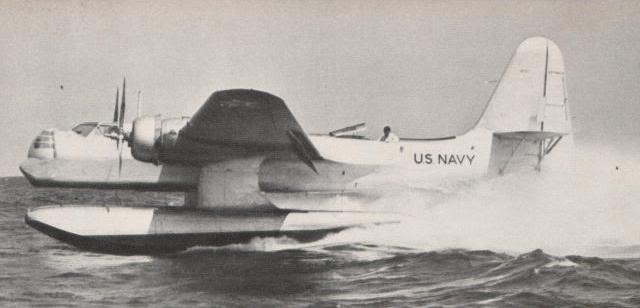
XPTBH-2

Dữ liệu lấy từ Wegg 1990, Trimble 2005, Boyne 2001
Đặc tính tổng quát
- Kíp lái: 4
- Chiều dài: 55 ft 11 in (17,04 m)
- Sải cánh: 79 ft 4 in (24,18 m)
- Chiều cao: 24 ft 1 in (7,34 m)
- Diện tích cánh: 828 foot vuông (76,9 m2)
- Kết cấu dạng cánh: Clark YM[4]
- Trọng lượng rỗng: 11.992 lb (5.439 kg)
- Trọng lượng có tải: 17.983 lb (8.157 kg)
- Trọng lượng cất cánh tối đa: 21.414 lb (9.713 kg)
- Động cơ: 2 × Pratt & Whitney XR-1830-60 , 800 hp (600 kW)  mỗi chiếc
- Cánh quạt: 3-lá

Hiệu suất bay
- Vận tốc cực đại: 182 mph; 293 km/h (158 kn)
- Vận tốc hành trình: 170 mph (148 kn; 274 km/h)
- Tầm bay: 2.621 mi; 4.219 km (2.278 nmi)
- Bán kính chiến đấu: 850 mi; 1.369 km (739 nmi) với ngư lôi
- Trần bay: 20.400 ft (6.218 m) với trọng lượng vũ khí cho nhiệm vụ 17.983 pound (8.157 kg)
- Thời gian lên độ cao: 5,3 phút lên độ cao 5.000 foot (1.500 m)
- Tải trên cánh: 25,8 lb/foot vuông (126 kg/m2)

Vũ khí trang bị

- Súng: 3 x súng máy.30-caliber
- Bom: 1 ngư lôi Mark XIII hoặc lên tới 2.000 pound (910 kg) bom